# Энгель, Антонин

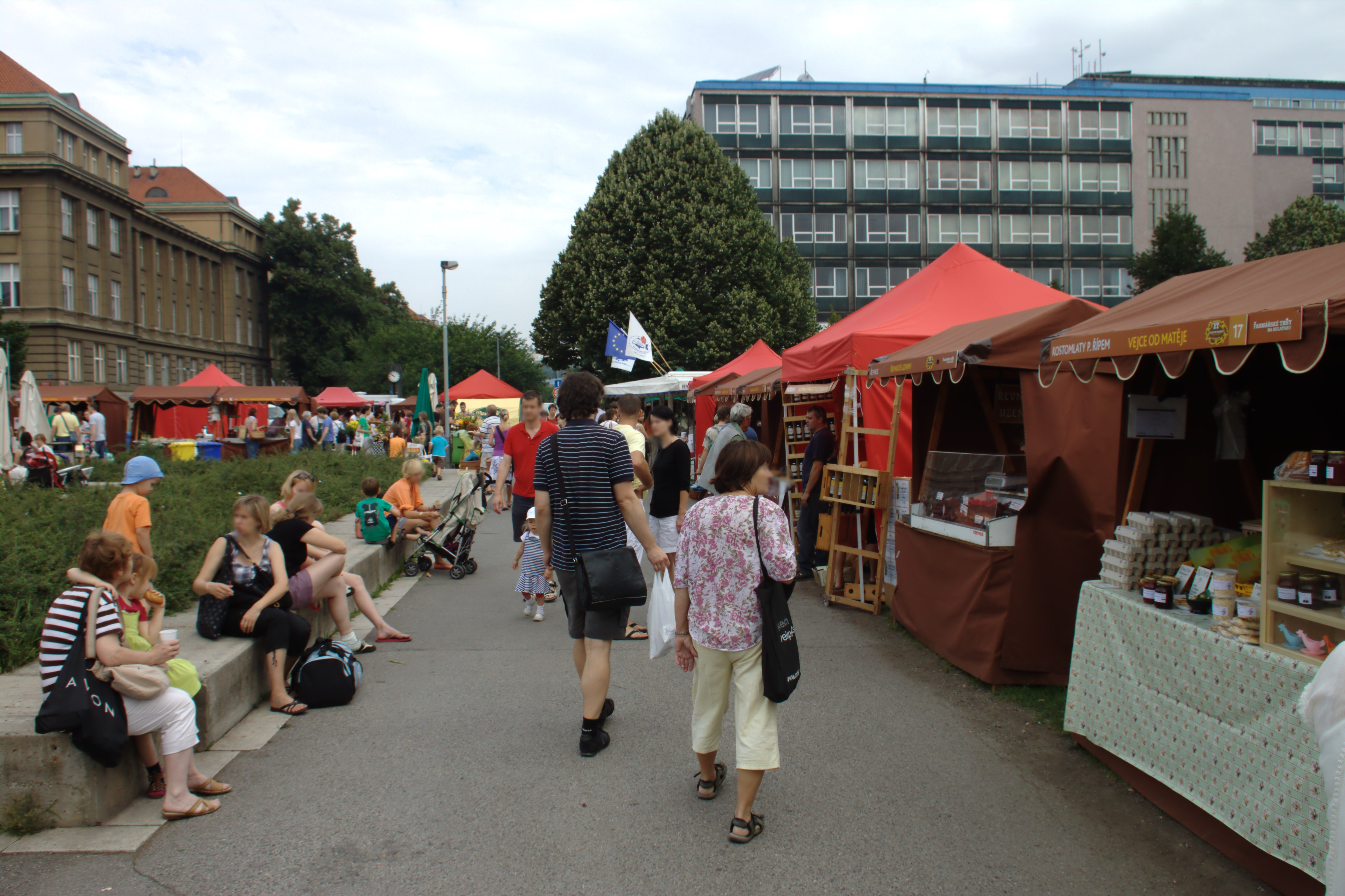
Воскресный базар на площади Победы

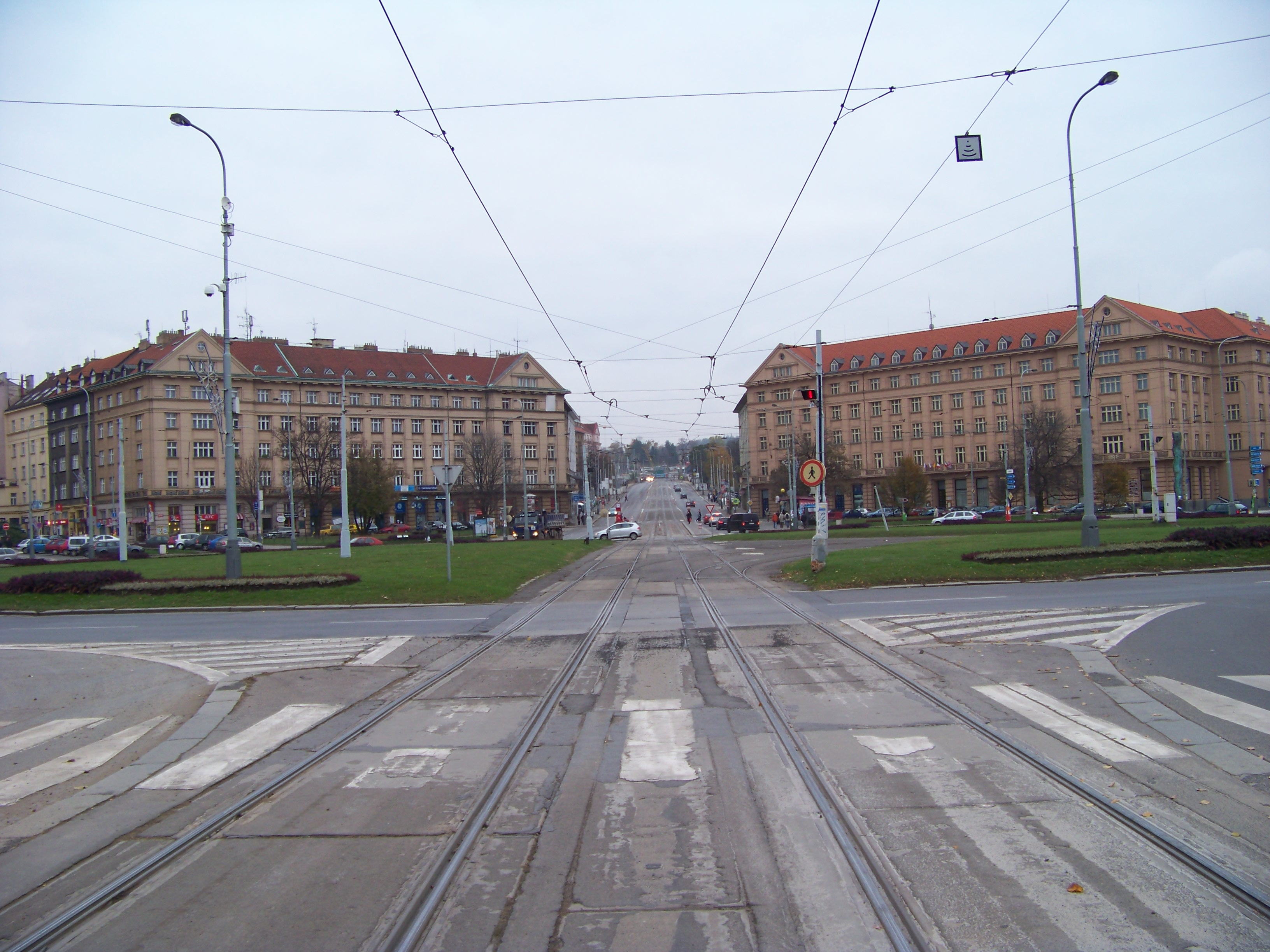
Площадь Победы, вид на здания министерства национальной обороны Чехословакии

Антонин Энгель (чеш. Antonín Engel; 4 мая 1879[…], Подебрады[…] — 12 октября 1958[…], Прага[…]) — чешский архитектор и градостроитель, теоретик архитектуры, преподаватель, ректор Чешского технического университета (1939 год), автор плана развития района Праги «Дейвице».

## Биография
Антонин родился в Подебрады в семье сахарного инженера Августина Энгеля, вскоре переехавшего в Прагу. В 1879 году Антонин сдал выпускные экзамены в чешском высшем реальном училище в районе Мала-Страна и поступил на специальность «архитектура и строительство» Чешского технического университета у профессора Яна Колы. В 1901 году перешёл к профессору Йозефу Зитеку, обучение у которого окончил в 1904 году в «немецкой политехнике» (университет был разделён на чешскую и немецкую часть). Стал членом клуба Манеса в 1904 году, позже клуба «За старую Прагу» (основан в 1900 году).
В 1905—1908 годах учился у Отто Вагнера в Академии изобразительных искусств в Вене. За идеалистический проект перестройки Летны выиграл Римскую премию и совершил поездку в Италию.
После возвращения работал архитектором-проектировщиком и педагогом. В 1922 году получил статус профессора. Два раза Энгель был в должности декана Высшей школы архитектуры и строительства, потом в 1939 году стал ректором Чешского технического университета (в 1945 году был вынужден оставить должность из-за требований коммунистов). В 1948 году был выкинут с поста главы Института строительства городов (чеш. Ústav stavby měst), который основал и которым руководил 20 лет.

## Творчество

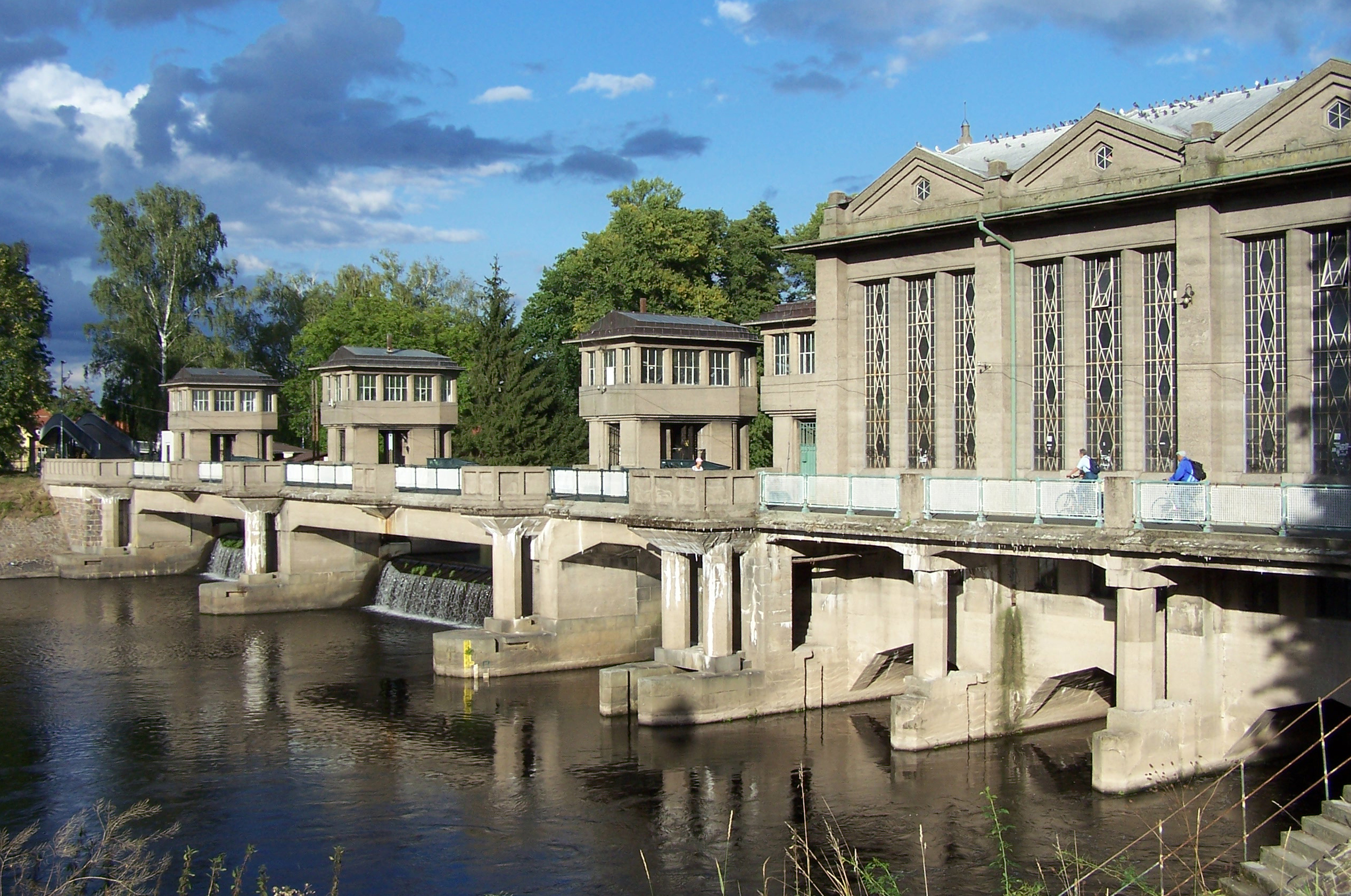
ГЭС в Подебрады, начало XX века

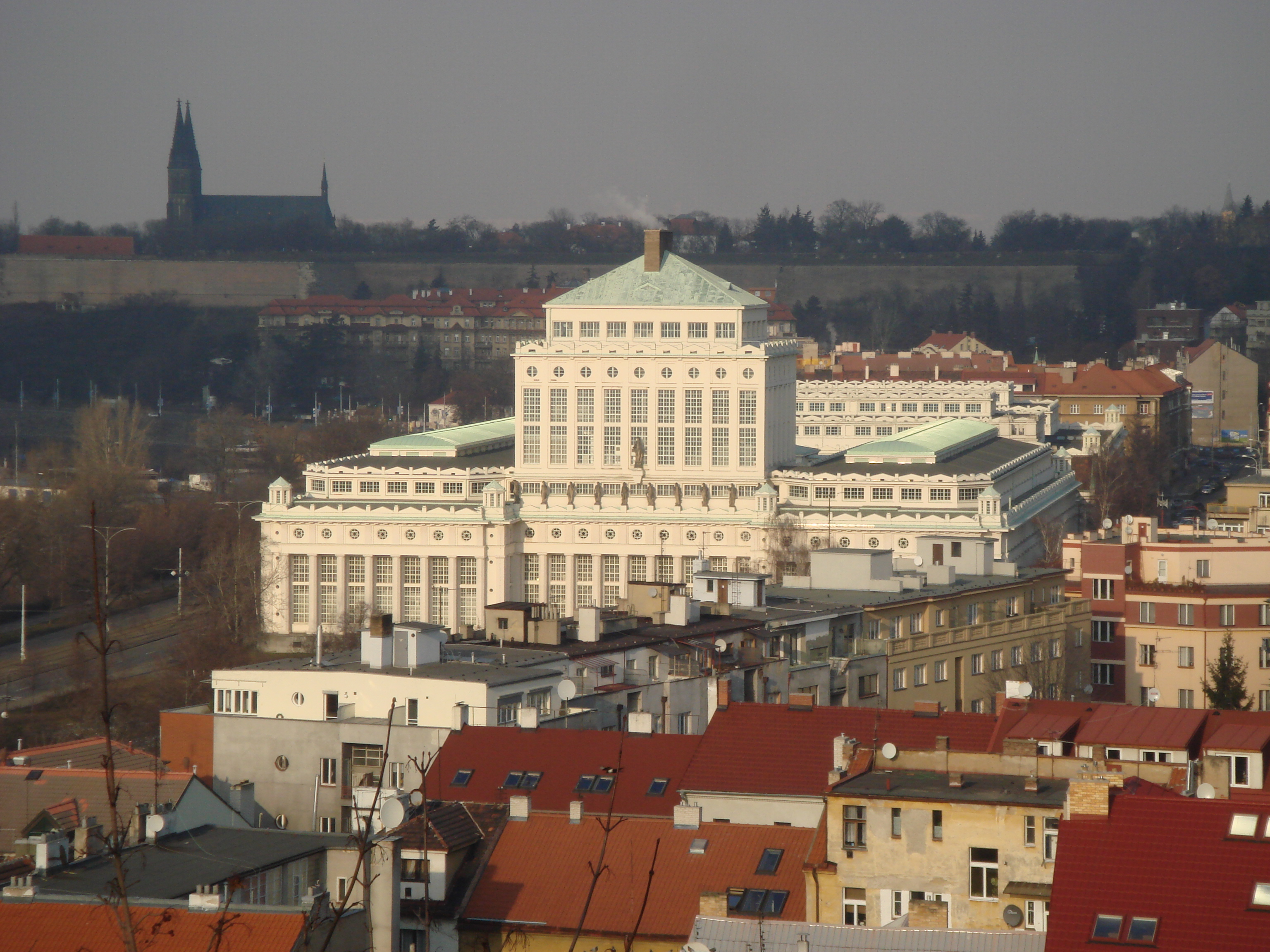
Водокачка в Подоли, Прага

До Первой мировой войны Антонин разработал в Подебрады проект ГЭС и других инженерных сооружений на Эльбе. В Праге в то время была построена вилла на Бржеговой улице, č.p. 43.
В 20-х годах архитектор занимался градостроительными проблемами большой Праги. Тогда появились его самые известные проекты — водокачка в Подоли (Прага) и план Дейвице (Прага). С последним Энгель победил в конкурсе как раз в то время, когда было принято политическое решение строить в этом районе здания высших учебных заведений.
В 1924 году академический сенат (орган Чешского технического университета) назначил Энгеля главным архитектором новых университетских зданий в районе Дейвице.

## План района «Дейвице»
Антонина Энгеля называют «создатель Дейвице» (чеш. tvůrce Dejvic), потому что он автор плана этого района в 1922—24 годах, существенно изменившего образ региона.
Время первых лет существования Чехословакии было полно больших надежд и планов. Сразу была создана комиссия для регулирования развития Праги — новой столицы. Было объявлено много конкурсов. Однако время Первой Республики подошло к концу, и план развития Девице стал одним из немногих реализованных.
Собственно, главной задачей было поставлено не решить застройку территории, а спланировать возвышенность Летна и её соединение центром Праги. Именно связь с городом является ключевой, из-за её ограниченности район Девице, где были средневековые укрепления и Буштеградская железнодорожная ветвь, не получил спонтанного развития в конце XIX века, как это произошло с большинством пригородов.
Главным элементом не полностью симметричной композиции является большая площадь Победы (чеш. Vítězné náměstí) подковообразной формы, из неё лучами выходят главные проспекты наподобие барочных планировок. Система дополнена меньшими улицами, расположенными в шахматном порядке, и блоками домов разного размера.
Кроме того, Энгель является автором ряда зданий, создающих облик района, в первую очередь это здания министерства национальной обороны Чехословакии, обращенные к площади Победы (1926—34), студенческое общежитие Масарика на улице Тхакурова (1923—25, улица названа в честь Рабиндраната Тагора, в чешском варианте Тхакура, см. бюст). Архитектор является идейным вдохновителем зданий ареала Чешского технического университета. Его стиль можно коротко охарактеризовать стремлением к монументальности и любовью вертикальному членению фасада пилястрами.
Как бывает у монументальных проектов, работы не были завершены, когда пришёл конец Первой республики. Главное, не были готовы центральные участки вокруг площади Победы, не были произведены земляные работы, обеспечивающие коммуникации у Летны, не было реализовано соединение с Градчанской площадью, не была ликвидирована Буштеградская железнодорожная ветвь. Эти ключевые моменты обеспечивали логику размеров и монументальности площади Победы, без них проект потерял свой первоначальный смысл.

### Попытки достройки в 50-х годах

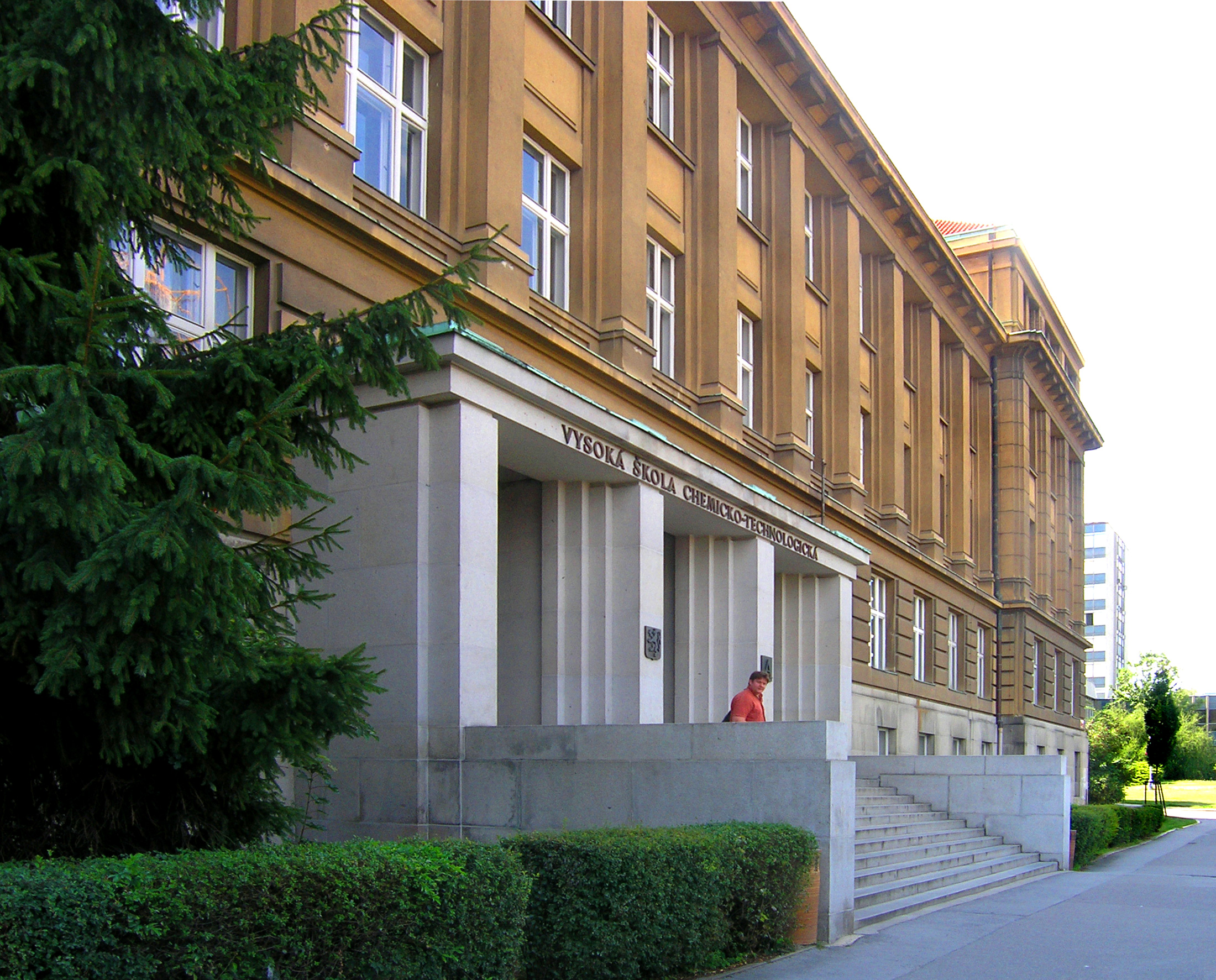
Фасад Высшей школы химической технологии, Антонин Энгель, 1926—33, Дейвице

После Второй мировой войны в моду вошёл соцреализм. Поэтому по первоначальным чертежам Энгеля были закончены здания генерального штаба у площади Победы, недалеко в микрорайоне Подбаба был возведён монументальный отель Интернационал.
В 1957 году был объявлен новый конкурс на завершение застройки зданий чешских высших учебных заведений. Его выиграли Франтишек Чермак и Густав Паул, от идеи блоковой застройки, предложенной Энгелем, отказались. Территория же площади Победы не была достроена по их проекту, который предполагал прямоугольную форму вместо первоначальной подковы, она так и осталась незаконченной.
От 90-х лет XX века снова стали проводиться конкурсы на завершение площади. В 2002 году был предложен проект A.D.N.S., но министерство охраны памятников культуры не дало разрешение на строительство, потому что в их решении не была показана гармония с первоначальными планами блоковой застройки; за компактным круглым фасадом к площади архитекторы хотели разместить постройки гребешком (по их словам это отвечало формам зданий машиностроительного и электротехнического факультетов).
Закончить площадь по первоначальным планам тоже не представляется возможным. Во-первых, мы бы всё равно не смогли выполнить фасад по старым чертежам — сегодня нет таких каменщиков, материалов и технологий, пришлось бы идти на определенные компромиссы и получить в итоге карикатуру старого стиля. Во-вторых, функциональное решение зданий сильно изменилось, исходные проекты не подходят даже для нужд современного учебного заведения, а для коммерческих площадей, как предполагается использовать эти здания сейчас, — тем более.
При решение застройки площади нельзя забывать и об общей концепции. Остаётся открытым вопрос, оставить площадь визуально закрытой или открыть в направлении главной оси, кроме того стоит учитывать, что первоначальный замысел Энгеля предполагал наличие вертикального элемента — обелиска — в центре площади. В итоге в проектах мы опять возвращаемся к соперничеству консерватизма и новаторства, которое появилось с первыми планами Антонина Энгеля и постоянно присутствует в проблеме до сих пор.

## Значение
Творчество Энгеля приходится на переходный период от модерна к современному пониманию архитектуры. «Последний классик чешской архитектуры» выбирал более традиционные подходы, его работы воспринимались современниками как архаичные, поэтому у него было немного последователей, а его имя было на время забыто. Однако когда современные архитекторы изучают творчество Энгеля, их удивляет широта и солидность его проектов, что обеспечило высокое качество архитектуры для жителей Дейвице.